# Androsace alpina
Androsace alpina (L.) Lam., 1779 è una pianta appartenente alla famiglia delle Primulacee, endemica delle Alpi.

## Descrizione
Alta dai 2 ai 5 centimetri, forma dei cuscinetti. I fusti sono densi e cespugliosi, le foglie sono pelose ed embricate.
I fiori sono rosei, costituiti da cinque petali, con fauce corollina gialla.  Essendo così bassa, è protetta dal vento e la sua disposizione a cuscinetto le permette di assorbire la maggior quantità di calore possibile dal terreno; i peli le consentono di trattenere l'aria. Per questi motivi è perfettamente adatta al clima alpino.

## Distribuzione e habitat
L'areale di questa specie si estende lungo tutta la catena alpina, dai 1800 ai 2700 m di altitudine.
Cresce su detriti rocciosi silicei, morene e sfasciumi.